# Mankurt
Un mankurt és un esclau fictici que ha perdut la capacitat de raonar i recordar el passat. Apareix a la novel·la El dia dura més de cent anys de Txinguiz Aitmàtov i ha esdevingut un terme despectiu per referir-se a les persones que han oblidat les arrels i els costums propis per assimilar-se a les d'un altre estat. S'aplica especialment a persones de l'antiga Unió Soviètica que han deixat de banda la identitat nacional i s'han convertit en russos de fet.
A la novel·la, els mankurts eren membres de l'estepa capturats pels estrangers nòmades. Aquests els torturaven col·locant una pell de camell al cap perquè s'assequés al sol i no es pogués desenganxar més. L'opressió del crani en el procés causava tal dolor que la persona embogia fins a oblidar tot el passat, la família  i perdre la voluntat. D'aquesta manera esdevenia un esclau molt dòcil que no pensava a escapar. La història és totalment fictícia.